# Shuzo Awaji
Shuzo Awaji (淡路修三?; Tokyo, 13 agosto 1949) è un goista giapponese.

## Biografia
Allievo di Tomoe Ito divenne professionista a 19 anni e raggiunse il grado massimo di nono Dan nel 1984 quando divenne sfidante per il titolo di Honinbo. Malgrado sia una presenza fissa delle fasi finali dei principali tornei nel suo palmares figurano solo due successi nel torneo Shin-Ei. Tuttavia è stato finalista almeno una volta in quattro dei sette principali tornei del Go giapponese.

## Palmares
| Nazionali          | Nazionali      | Nazionali |
| Torneo             | Vittorie       | Finalista |
| ------------------ | -------------- | --------- |
| Meijin             |                | 1 (1989)  |
| Honinbo            |                | 1 (1984)  |
| Gosei              |                | 1 (1983)  |
| Tengen             |                | 1 (1983)  |
| Shin-Ei            | 2 (1978, 1980) |           |
| Prime Minister Cup | 2 (1977, 1981) |           |
| Totale in carriera |                |           |
| Totale             | 4              | 4         |

| Controllo di autorità | VIAF (EN) 252008681 · ISNI (EN) 0000 0003 7554 2368 · NDL (EN, JA) 00188019 |